# Jägersburger Moor

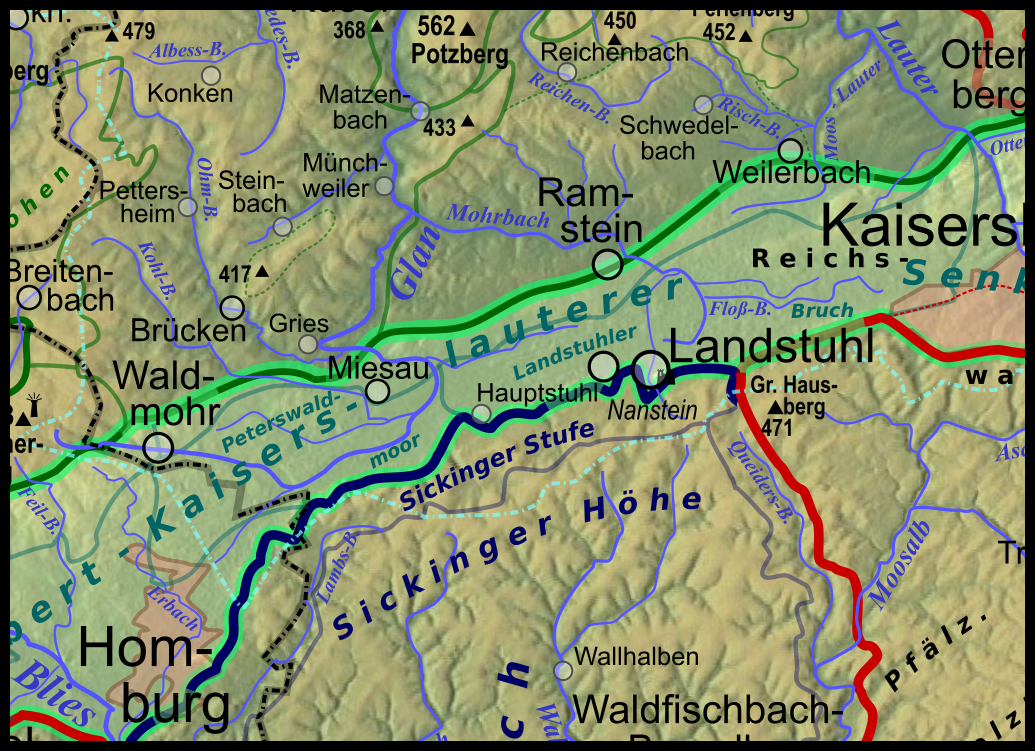
Naturraumkarte:Peterswaldmoor, Landstuhler Bruch und ihr Nordrand

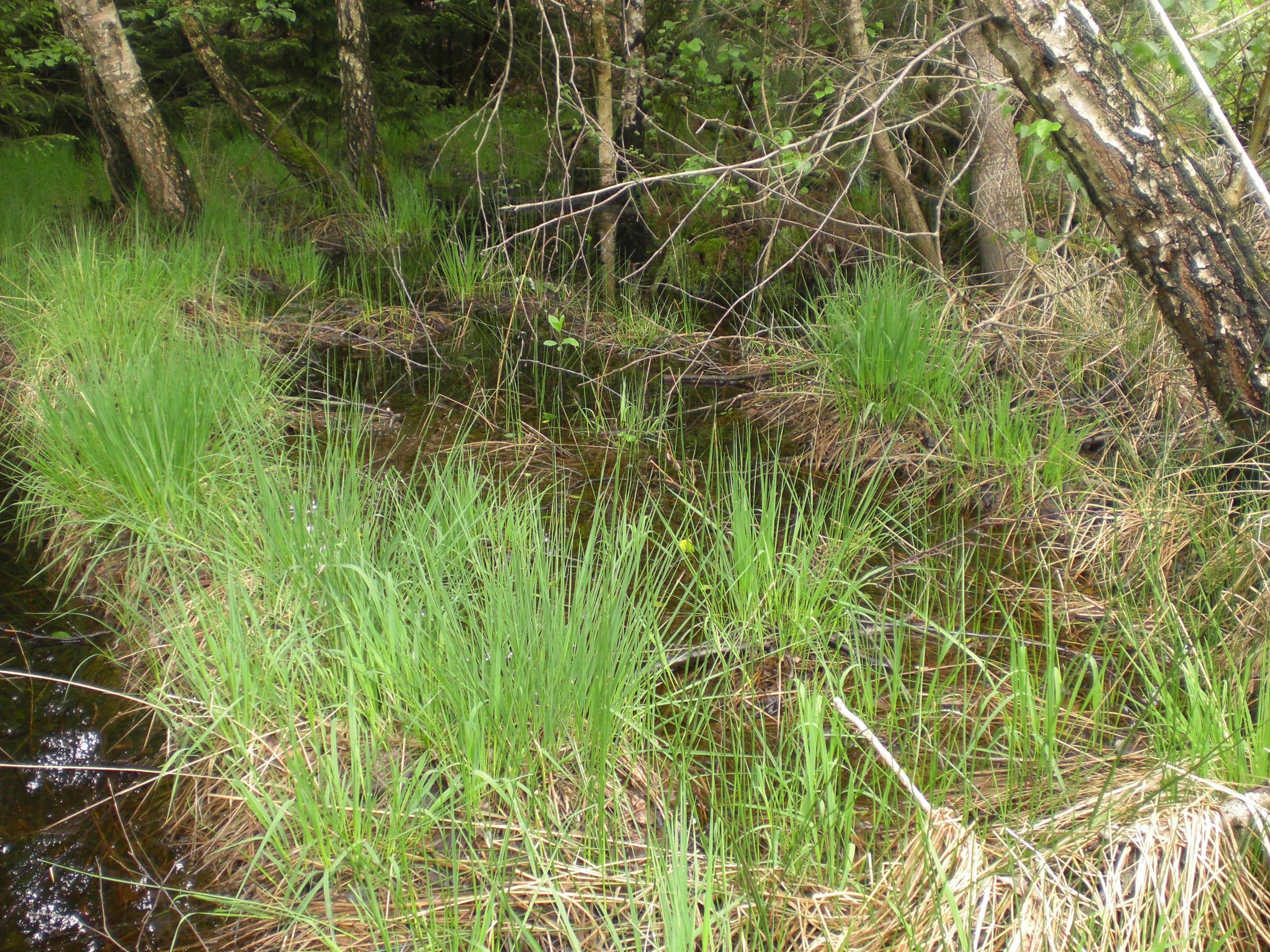
Nach starken Regenfällen bilden sich im NSG Jägersburger Moor nach wie vor sumpfige Flächen

Das Jägersburger Moor,  auch „Teufelsmoor“ genannt, ist Teil des Naturschutzgebiets Jägersburger Wald/Königsbruch  auf der Gemarkung von Jägersburg, einem Stadtteil der saarländischen Kreisstadt Homburg im Saarpfalz-Kreis. Es liegt im Westen des Naturraums Peterswaldmoor, innerhalb der St. Ingbert-Kaiserslauterer Senke und gehört zu den Natura 2000 Schutzgebieten.

## Lage und Abgrenzung
Der Naturraum Peterswaldmoor (durchlaufende Nummerierung: 192.2) erstreckt sich südlich von Jägersburg bis östlich von Bruchmühlbach und hat eine Ausdehnung in Ost-West-Richtung von etwa 12 km und in Nord-Süd-Richtung von maximal 4 km. Er überschreitet dabei die Grenze zwischen Rheinland-Pfalz und dem Saarland. Er wird in seinem Westteil entwässert vom Erbach und in seinem Ostteil vom Glan. Es ist im Südwesten und Westen umgeben vom Naturraum  Homburger Becken, im Norden vom Nordrand der Westpfälzer Moorniederung, im Osten vom Landstuhler Bruch und im Süden von der Sickinger Stufe.
Das Naturschutzgebiet Jägersburger Moor/Königsbruch liegt ganz im Osten des Saarlandes im Saarpfalz-Kreis und grenzt unmittelbar an Rheinland-Pfalz. Es ist ein Ausläufer der Westpfälzischen Moorniederung, das aus mehreren fingerartigen flachen Tälern besteht. Der mittlere Finger verläuft nahezu in Ost-West-Richtung. Sein mittlerer Teil, der auf einer Katasterkarte von 1844 als Lindenbruch bezeichnet ist, wird heute Jägersburger Moor, oder im Volksmund Teufelsmoor genannt. Ein 1961 ausgewiesenes Naturschutzgebiet (NSG) war zunächst rund sechs Hektar groß und wurde 2000 auf 74 Hektar ausgeweitet sowie in Naturwaldzelle Jägersburger Moor umbenannt. Inzwischen (2004) wurde um dieses Naturschutzgebiet herum ein weiteres, das 647 Hektar großes Naturschutzgebiet „Jägersburger Wald/Königsbruch“ geschaffen und das Alt-NSG darin integriert.
Landeskundlich betrachtet ist das Teufelsmoor (Jägersburger Moor) kein Moor mehr, da es von Menschenhand trockengelegt wurde. Die Flurbezeichnung ist aber bis heute erhalten geblieben.

## Geschichte

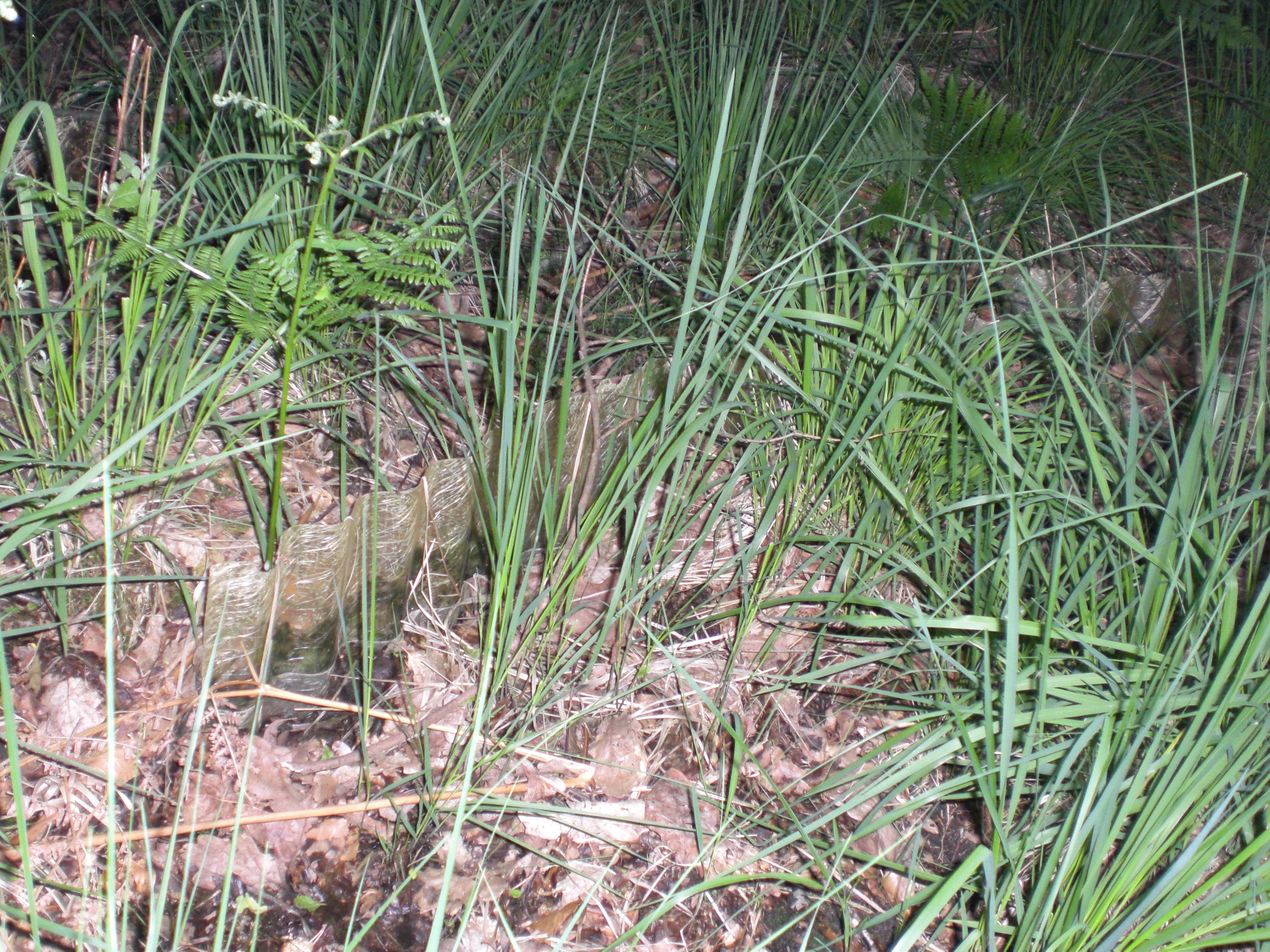
Plastikzaun als Zeichen des Niederganges

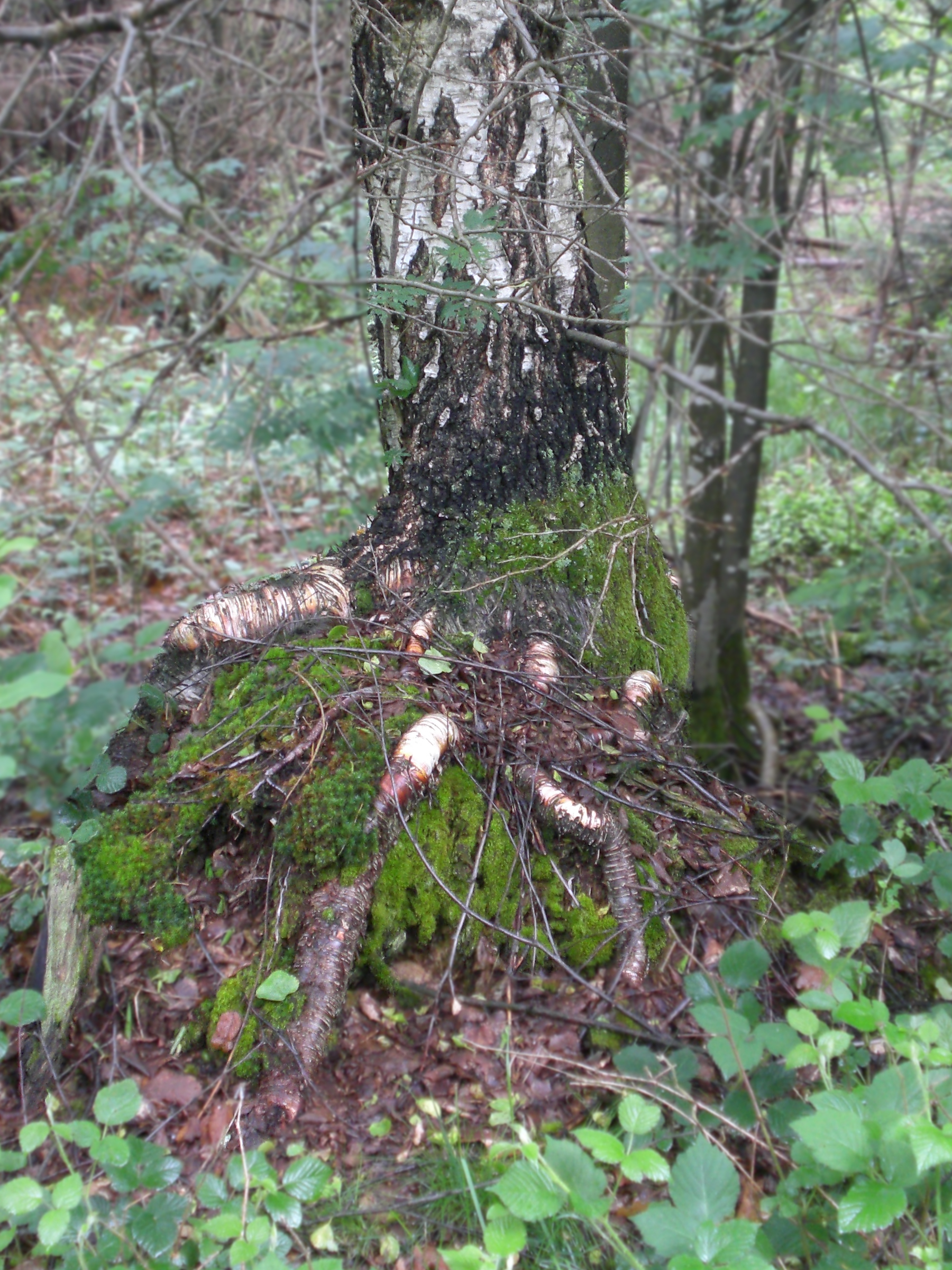
Stelzenwurzeln einer Birke

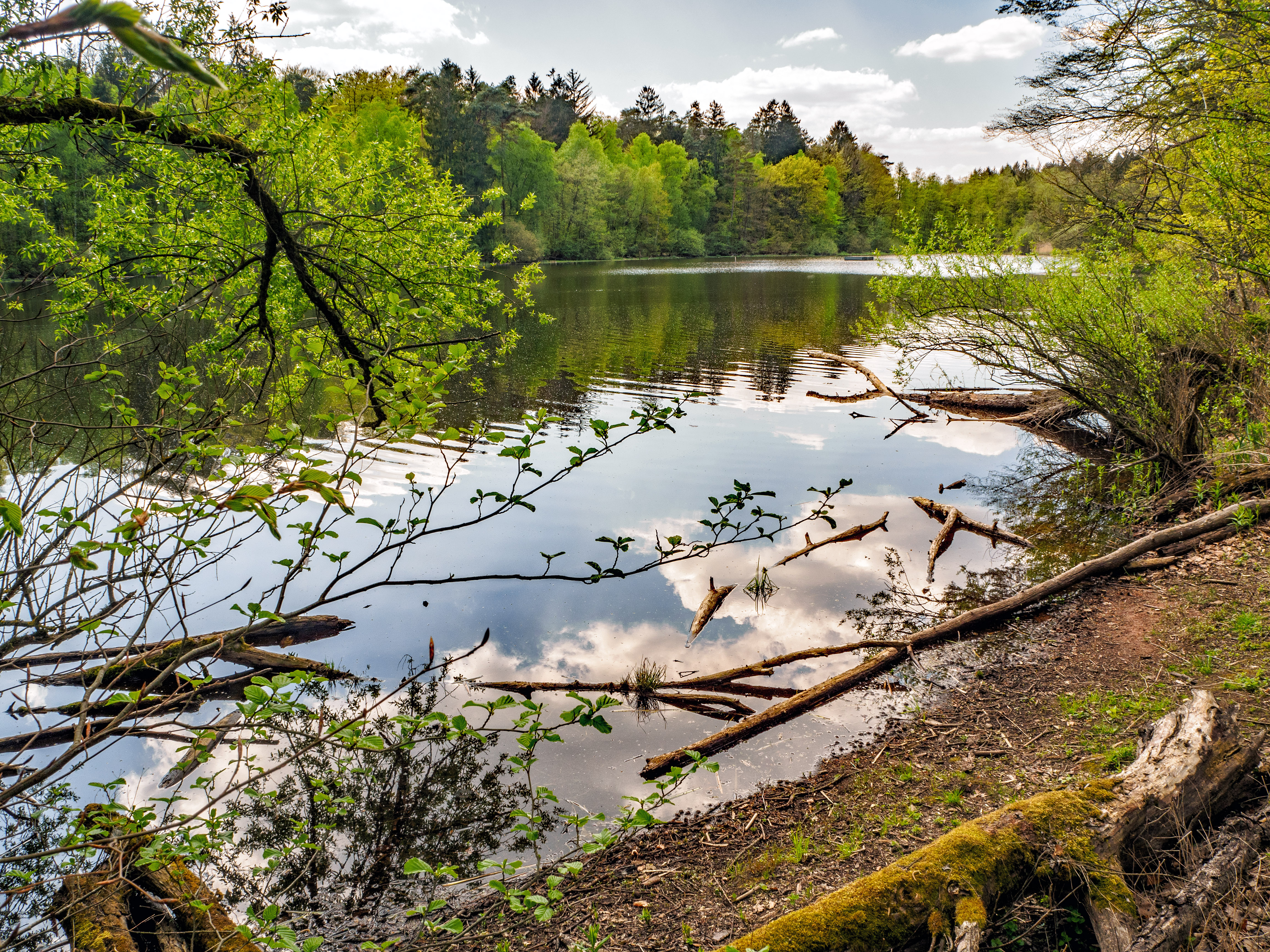
Der Spickelweiher

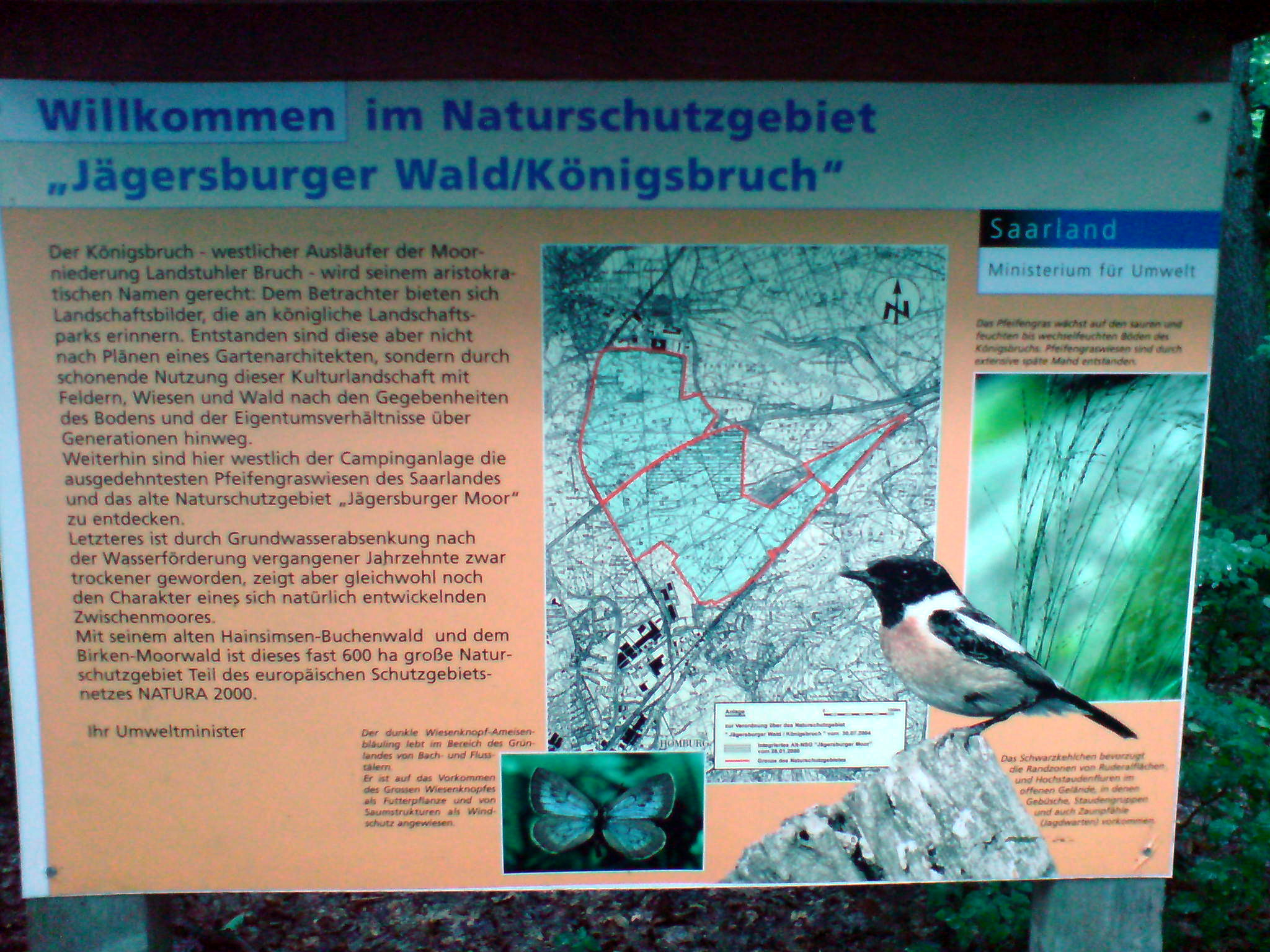
Aushangtafel am Jägersburger Moor

Bereits in der ersten Hälfte des 20. Jahrhunderts wurde die Entstehung des Jägersburger Moors wissenschaftlich untersucht. Federführend dabei war Franz Firbas, der 1934 im Landstuhler Bruch Bodenuntersuchungen betrieb. 1938 hat auch J. Jaeschke aus Frankfurt in „Beihefte zum Botanischen Centralblatt“ (B.B.C.), Verlag C. Heinrich, Dresden-Neustadt, einen Aufsatz veröffentlicht und darin eine große Übereinstimmung zu den Untersuchungen seines Kollegen festgestellt, allerdings konstatiert, dass das Jägersburger Moor bedeutend jünger sein müsse. Im Gegensatz zu Firbas ist es Jaeschke gelungen, mithilfe einer Pollenanalyse den Baumbestand zeitlich zu bestimmen. Dazu nahm er bis zu einer Tiefe von 1,85 Meter Bohrungen im Moor vor und bestimmte den Anteil von Buche, Erle, Birke, Hasel, Linde, Ulme und Eiche. Die Pollen waren nicht humisiert, sondern konnten weitgehend bestimmt werden. Aufgrund dieser Bestimmungen lässt sich ein deutliches Bild der Vegetation aufzeigen.
Unter Herzog Christian IV. begann mit der Torfgewinnung die Störung des ökologischen Gleichgewichts. Der gewonnene Torf wurde zum Beheizen seiner Gewächshäuser am Jägersburger Schloss benutzt.
Ein 1904 angeblich von unvorsichtigen Wanderern verursachter Moorbrand war nicht einfach zu löschen, da sich die Glut in immer tiefere Torfschichten festsetzte. Erst die Einleitung eines eigens für den Torfabbau verlegten Baches löschte den Brand schließlich. So entstand ein so auch in den Karten verzeichneter „Torfweiher“, der Lindenweiher. Dieser Teich war sauer und vegetationsarm. Er dürfte von Torfmoos-Schwingrasen sowie vereinzelten Erlen und Birken bestanden gewesen sein.
1904 wurde die Glantalbahn eröffnet, deren Bahnhof Jägersburg sich am nordwestlichen Rand des Jägersburger Moors befindet.
Mit dem Ende des Ersten Weltkriegs wurde der Grundwasserspiegel gesenkt, weil in den angrenzenden Waldflächen wegen der starken Versumpfung Holzgewinnung und andere Waldnutzung nicht möglich war. Ein weiterer Grund war die Trinkwassergewinnung für den grundwasserarmen St. Wendeler und Ottweiler Raum. Aus dieser Zeit stammen auch die befestigten Wege sowie die Gräben überbrückenden Betonbauwerke.
In den folgenden gut 50 Jahren wurde zerstört, was sich über Jahrhunderte gebildet hatte. 1933 wurde auf Betreiben der Gemeinde Waldmohr der nahe gelegene Glan begradigt und reguliert. Das so schneller abfließende Wasser führte jetzt auch dem Jägersburger Moor nicht mehr genügend Wasser zu; Gräben trockneten aus, Quellen versiegten. Der bis dahin aufgequollene Torf sackte zusammen; die Stelzenwurzeln der Bäume lagen jetzt frei.
Die Planungen des Saar-Pfalz-Kanals, die aus der gleichen Zeit stammten, aber aus unterschiedlichen Gründen mehrfach nicht ausgeführt wurden, wären genau hier durchgelaufen. Doch ein anderes großes Bauvorhaben, die Trassierung der heutigen A 6 (Kaiserslautern–Saarbrücken), die nur 250 Meter nördlich verläuft, wurde in den Jahren 1958/59 ausgeführt und bewirkte massive Veränderungen im Abfluss oberflächlicher Wasserströme. Der noch weiter nördlich gelegene Spickelwald, der eine wichtige Grundwassersammelregion für das Jägersburger Moor bildete, war jetzt abgetrennt und konnte nichts mehr zum Erhalt des Moores beitragen. Bis in die frühen 1970er Jahre versuchte man mit Schleusen und Plastikzäunen, das Wasser zu halten. Auch ein in den 1980er Jahren auf den Weg gebrachtes „Ökologisches Wasserversorgungskonzept“ konnte den Niedergang nicht mehr aufhalten.